# Котинга-білокрил
Котинга-білокрил (Xipholena) — рід горобцеподібних птахів родини котингових (Cotingidae). Рід поширений у тропічних лісах Південної Америки.

## Види
Рід містить 3 види:
- Xipholena punicea — котинга-білокрил амарантова
- Xipholena lamellipennis — котинга-білокрил бразильська
- Xipholena atropurpurea — котинга-білокрил південна